# Catálogo Abell

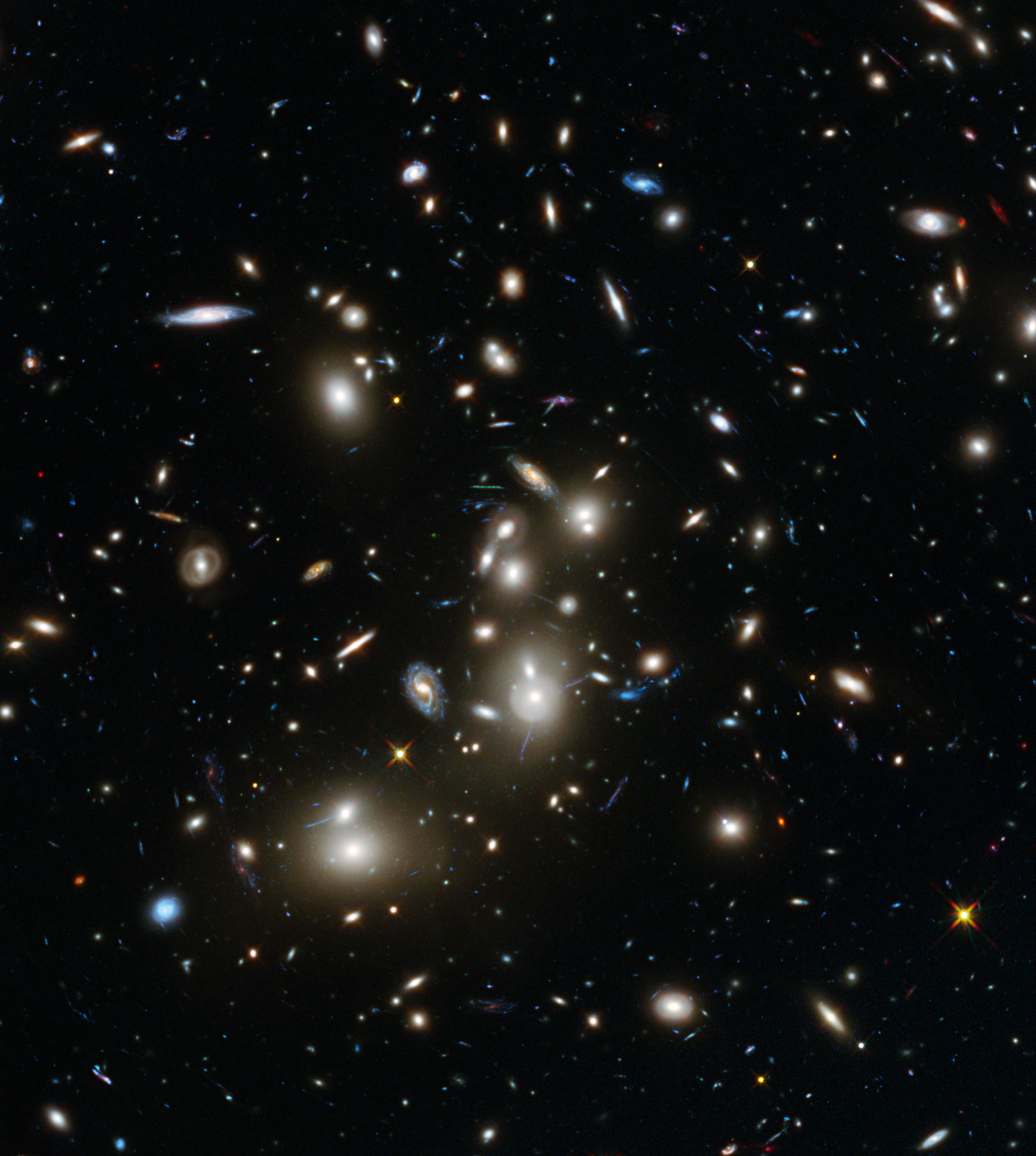
Cúmulo de galaxias Abell 2744 fotografiado por el Telescopio Espacial Hubble (7 de enero de 2014).

El Catálogo Abell de cúmulos de galaxias ricos es un catálogo que cubre todo el cielo de 4.073 cúmulos de galaxias con corrimiento al rojo nominal z ≤ 0,2. Este catálogo es una revisión suplementaria al catálogo original de George O. Abell Northern Survey de 1958, que contenía únicamente 2.712 cúmulos, al añadir otros 1.361 cúmulos –del catálogo Southern Survey de 1989– de aquellas partes del hemisferio sur celeste que habían sido omitidas en el primer catálogo.

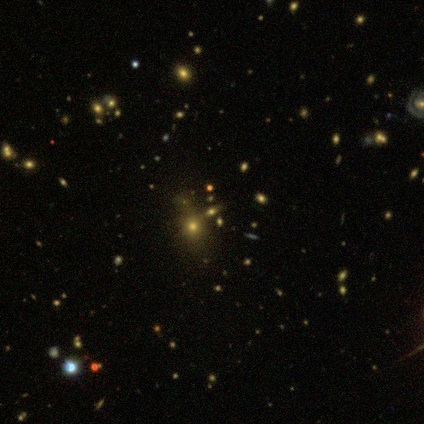
Cúmulo de galaxias Abell 1132.

## Catálogo del hemisferio Norte
El catálogo original que contenía 2.712 cúmulos ricos en galaxias fue publicado en 1958 por George O. Abell (1927–1983). Abell se encontraba estudiando entonces en el Instituto Tecnológico de California. El catálogo, que formaba parte de la tesis doctoral de Abell, fue preparado a través de la inspección visual de las placas rojas 103a-E del Palomar Sky Survey (POSS), en el que Abell fue uno de los principales observadores. A. G. Wilson, otro de los principales observadores, ayudó a Abell en las etapas iniciales de la investigación inspeccionando de forma rutinaria las placas conforme se iban produciendo. Después de finalizar el estudio, Abell regresó a examinar de nuevo las placas y llevó a cabo una inspección más detallada. En ambos casos, la inspección se realizó con lentes de aumento de 3,5 veces.
Para ser incluido dentro del catálogo, un cúmulo debía satisfacer los siguientes cuatro criterios:
- Riqueza: Cada cúmulo debe tener una población mínima de 50 miembros cuyas magnitudes se encuentren en el rango de m3 a m3+2 (donde m3 es la magnitud del tercer miembro más brillante del cúmulo). Para asegurar un margen de error conveniente, este criterio no fue aplicado de forma rigurosa, sino que el catálogo final incluyó muchos cúmulos con menos de cincuenta miembros (aunque estos fueron excluidos del estudio estadístico anexo realizado por Abell) Abell dividió los cúmulos en seis «grupos de riqueza», dependiendo del número de galaxias en un determinado cúmulo que se encontraba dentro del rango de magnitudes de m3 a m3+2 (el número promedio de galaxias por cúmulo en todo el catálogo fue de 64):
  - Grupo 0: 30–49 galaxias
  - Grupo 1: 50–79 galaxias
  - Grupo 2: 80–129 galaxias
  - Grupo 3: 130–199 galaxias
  - Grupo 4: 200–299 galaxias
  - Grupo 5: más de 299 galaxias

- Compactación: Un cúmulo debe ser lo suficientemente compacto, de tal forma que cincuenta o más de sus miembros se hallen dentro de un «radio de conteo» a partir del centro del cúmulo. Este radio, conocido ahora como «radio de Abell» puede definirse como 1,72/z minutos de arco, donde z es el corrimiento al rojo del cúmulo. Otra forma de definirlo es como 1,5h⁻¹ Mpc, donde se supone una constante de Hubble de H0 = 100 km s⁻¹ Mpc⁻¹, y h es un parámetro adimensional de escala que usualmente toma valores entre 0,5 y 1; h = H0/100. El valor preciso del radio de Abell depende del valor que se toma para dicho parámetro h. Para h = 0,75 (lo que equivale a que H0 = 75 km s−1 Mpc−1), el radio de Abell es de 2 Mpc. Esto es más del doble de lo estimado por Abell en 1958, cuando se pensaba que H0 llegaba a valores de 180 km s−1 Mpc−1.

- Distancia: Un cúmulo debe tener un corrimiento al rojo nominal entre 0,02 y 0,2 (esto es, una velocidad de recesión entre 6.000.000 y 60.000.000 m/s). Suponiendo un valor de H0 = 180 km s−1 Mpc−1, estos valores corresponden a distancias de entre 33 y 330 Mpc, respectivamente. Sin embargo, utilizando la estimación actual de H0 (alrededor de 71 km s−1 Mpc−1) los límites superior e inferior puesto por Abell están en realidad entre 85 y 850 Mpc. Se ha demostrado desde entonces que muchos de los cúmulos en el catálogo están más alejados que estos últimos valores, algunos de ellos hasta z = 0,4 (cerca de 1.700 Mpc). Abell dividió los cúmulos en siete «grupos de distancia», de acuerdo a las magnitudes de sus diez miembros más brillantes:
  - Grupo 1: mag 13,3–14,0
  - Grupo 2: mag 14,1–14,8
  - Grupo 3: mag 14,9–15,6
  - Grupo 4: mag 15,7–16,4
  - Grupo 5: mag 16,5–17,2
  - Grupo 6: mag 17,3–18,0
  - Grupo 7: mag > 18,0

- Latitud galáctica: Áreas del cielo en las cercanías de la Vía Láctea fueron excluidas del estudio debido a que la densidad de estrellas en esas regiones —sin mencionar el oscurecimiento interestelar— dificultaba identificar positivamente los cúmulos de galaxias. Al igual que el criterio de riqueza, el de latitud galáctica no fue aplicado de forma rigurosa. Varios cúmulos cercanos al plano galáctico o sobre él fueron incluidos en el catálogo, en los casos donde Abell pudo asegurar que eran cúmulos genuinos que cumplían con los otros requisitos.

En la forma en que se publicó originalmente el catálogo, los cúmulos fueron ordenados en orden creciente de acuerdo a su ascensión recta. Las coordenadas ecuatoriales fueron dadas para el equinoccio de 1855 (la época del Bonner Durchmusterung) y las coordenadas galácticas para 1900.
Para cada cúmulo también se listaron los siguientes datos:
- la tasa de precesión del cúmulo,
- la magnitud aparente del décimo miembro más brillante,
- el grupo de distancias del cúmulo,
- el grupo de riquezas del cúmulo.

## Catálogo del Hemisferio Sur
El catálogo de 1958 limitó su cobertura del cielo a  declinaciones más al norte de –27°, que era el límite meridional del POSS. Para rectificar esto y otras deficiencias, el catálogo original fue revisado posteriormente y se le añadió como suplemento el Southern Survey o estudio de la parte sur del cielo que había sido omitida en el catálogo original.
El Southern Survey agregó 1.361 cúmulos adicionales al original. Para el estudio se utilizaron las placas IIIa-J de campo profundo del Southern Sky Survey (SSS). Esta placas fotográficas fueron tomadas con el telescopio Schmidt de 1,2 m del Reino Unido del Observatorio de Siding Spring, en Australia, en al década de 1970. Abell comenzó el estudio durante un año sabático en Edimburgo en 1976. Ahí obtuvo ayuda de Harold G Corwin de la Universidad de Edimburgo. Corwin continuó trabajando en el catálogo hasta 1981, momento en el cual se incorporó al Departamento de Astronomía de la Universidad de Texas. Por aquel entonces, se había completado cerca de la mitad de la investigación. Alrededor de un mes antes de la muerte de Abell, se dio a conocer un artículo provisional acerca del Southern Survey en un simposio en 1983. Ronald P Olowin, de la Universidad de Oklahoma completó el catálogo y lo publicó en 1989.
Abell y Corwin trabajaron con las placas originales almacenadas en el Real Observatorio en Edimburgo, analizándolas visualmente con una lente gran angular de 3 aumentos. Olowin utilizó copias de película de alta calidad que analizó tanto visualmente, con una lente de 7 aumentos y de forma automática con un digitalizador de retroiluminación. 
Los criterios para la inclusión de los objetos puestos por Abell en el catálogo del Hemisferio Norte se mantuvieron, pero las clases de distancia se definieron en este caso en términos del corrimiento al rojo en lugar de la magnitud. Como se había hecho antes, los cúmulos se incluyeron si contenían cuando menos treinta galaxias brillantes, ya que se estimaba que esto eliminaría la posibilidad de excluir cúmulos ricos genuinos (es decir, cúmulos con al menos 50 galaxias brillantes). El catálogo del Hemisferio Sur mantiene el sistema de designación creado por Abell para el catálogo original, con números que van del 2713 al 4076. (El catálogo contiene tres entradas duplicadas: A3208 = A3207, A3833 = A3832, y A3897 = A2462.) Las coordenadas ecuatoriales están referidas a los equinoccios de 1950 y 2000, mientras que las coordenadas galácticas están calculadas a partir de las coordenadas ecuatoriales de 1950.
El catálogo original de Abell —revisado, corregido y actualizado— fue incluido en el artículo de 1989. También lo fue el Suplemento Abell, un catálogo de 1.174 cúmulos del estudio del Hemisferio Sur que no eran lo suficientemente ricos o que eran muy distantes para ser incluidos en el catálogo principal.

## Formato
El formato estándar utilizado para hacer referencia a los cúmulos en el catálogo Abell es: Abell X, donde X puede ser desde 1 hasta 4076. Por ejemplo, Abell 1656.
Entre los formatos alternativos están: ABCG 1656; AC 1656; ACO 1656; A 1656, y A1656. El mismo Abell  prefirió este último, pero en años recientes ACO 1656 se ha vuelto el formato preferido por astrónomos profesionales y es el recomendado por el Centre de Données astronomiques de Strasbourg (véase SIMBAD).

## Miembros
Algunos miembros interesantes del Catálogo Abell son:
- Abell S373, el Cúmulo de Fornax
- Abell 426, el Cúmulo de Perseo
- Abell 1367, el Cúmulo de Leo
- Abell 1656, el Cúmulo de Coma
- Abell 2151, el cúmulo de Hércules
- Abell 2744, el Cúmulo de Pandora
- Abell 3526, el Cúmulo de Centauro

Alrededor del 10% de los objetos Abell a redshift z < 0,1 no son cúmulos ricos genuinos, sino que son el resultado de la superposición de grupos con menos miembros. Es interesante, sin embargo, que el Cúmulo de Virgo que es extremadamente grande y extremadamente rico haya sido excluido del catálogo Abell, porque cubría un área del cielo demasiado grande para aparecer en una sola placa fotográfica.